# Скарбкі
Скарбкі (пол. Skarbki) — село в Польщі, у гміні Владиславув Турецького повіту Великопольського воєводства.
Населення — 223 особи (2011).
У 1975-1998 роках село належало до Конінського воєводства.

## Демографія
Демографічна структура станом на 31 березня 2011 року:
|          | Загалом | Допрацездатний вік | Працездатний вік | Постпрацездатний вік |
| -------- | ------- | ------------------ | ---------------- | -------------------- |
| Чоловіки | 116     | 27                 | 78               | 11                   |
| Жінки    | 107     | 21                 | 64               | 22                   |
| Разом    | 223     | 48                 | 142              | 33                   |